# Malyn
Malyn (in ucraino Малин) è una città ucraina (25 172 abitanti), nel distretto di Korosten' nell'oblast' di Žytomyr. Ospita l'amministrazione della comunità territoriale di Malyn, una delle comunità territoriali dell'Ucraina..
Fino al 18 luglio 2020 Malyn costituiva una città di rilevanza regionale e non apparteneva ad alcun distretto anche se era il centro amministrativo del distretto di Malyn. Come parte della riforma amministrativa dell'Ucraina, che ridusse a quattro il numero di distretti dell'oblast' di Žytomyr, la città fu integrata nel distretto di Korosten'.